# Il Grifone
Il Grifone (Der Greif) è una miniserie televisiva tedesca di 6 episodi  distribuita dal 2023 sulla piattaforma  Amazon Prime Video. Gli attori protagonisti sono Jeremias Meyer, Zoran Pingel e Lea Drinda.
Si basa sul romanzo omonimo (Der Greif) di Wolfgang Hohlbein e Heike Hohlbein, pubblicato nel 1989.

## Personaggi e interpreti
- Mark: Jeremias Meyer
- Memo: Zoran Pingel
- Becky: Lea Drinda
- Thomas: Theo Trebs
- Petra (madre di Mark e Thomas) : Sabine Timoteo
- Commissario Braker: Armin Rohde
- Dr.Pieters:Thorsten Merten
- Karl: Golo Euler
- Sara:Flora Thiemann
- Ben:Yuri Völsch
- Madre di sara: Katharina Heyer
- Padre di Memo: Christian Koerner
- DJ Big John: Maximilian Pekrul

## Trama
La serie è ambientata in Germania nel 1994.

## Distribuzione
La serie è stata rilasciata su Amazon Prime Video il 25 maggio 2023 e disponibile in tedesco, inglese, francese, giapponese, spagnolo,  polacco e turco.